# Issancourt-et-Rumel
Issancourt-et-Rumel är en kommun i departementet Ardennes i regionen Grand Est (tidigare regionen Champagne-Ardenne) i nordöstra Frankrike. Kommunen ligger  i kantonen Villers-Semeuse som ligger i arrondissementet Charleville-Mézières. År 2022 hade Issancourt-et-Rumel 399 invånare.

## Befolkningsutveckling
Antalet invånare i kommunen Issancourt-et-Rumel
Referens: INSEE